# Kurpfalzhof

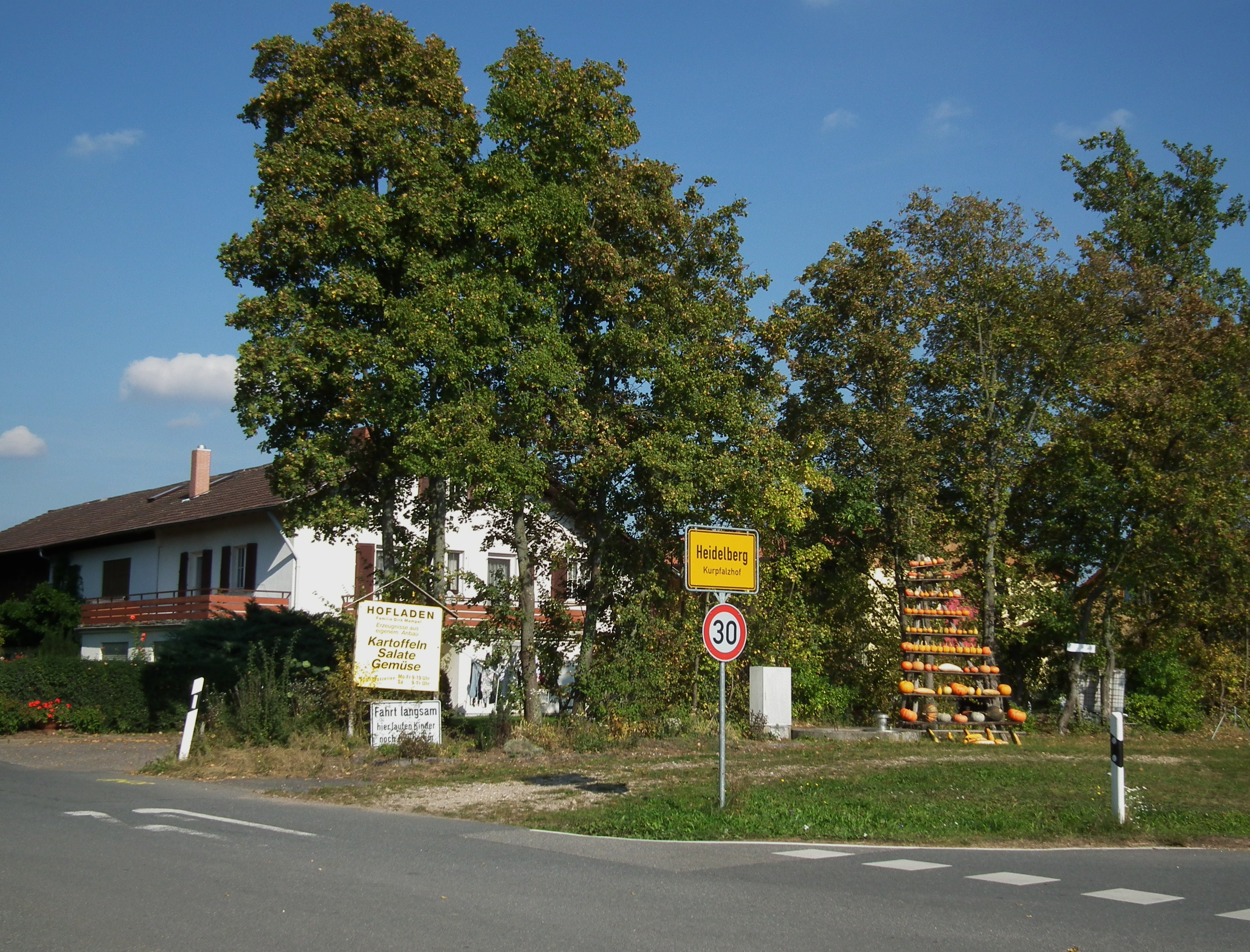
Zufahrt von Süden (2011)

Der Kurpfalzhof ist ein im Südwesten von Heidelberg gelegener Weiler. Er besteht aus acht Bauernhöfen, die sich um einen zentralen Platz gruppieren, und ist somit als modernes Angerdorf einzustufen.

## Geographie
Der Kurpfalzhof liegt in der Oberrheinischen Tiefebene südwestlich von Patrick-Henry-Village, einer ehemaligen Wohnsiedlung der US-amerikanischen Streitkräfte. Das Gebiet war bis zu seiner vollständigen Rodung im Laufe des 19. Jahrhunderts vom Hegenichwald bestanden. Administrativ zählt der Kurpfalzhof zum Stadtteil Kirchheim.

## Geschichte

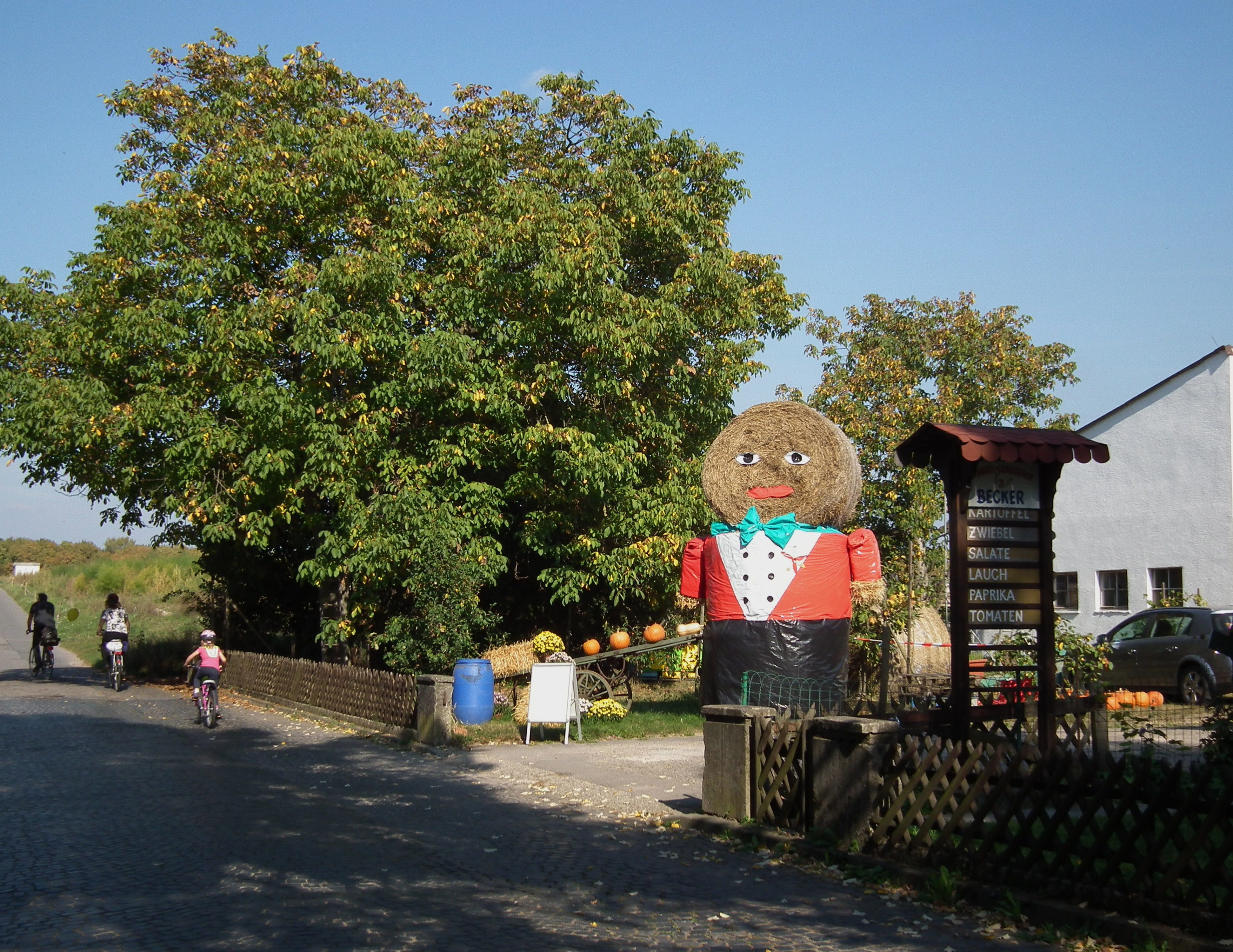
Ein auf den Gemüseanbau spezialisierter Hof an der nördlichen Ausfahrt.

Gegründet wurde der Kurpfalzhof als zeitlich mittlere von drei Aussiedlersiedlungen, die beiden anderen sind Neurott (1938) und der Kirchheimer Hof (1958). Ihre Anlage war nötig geworden, nachdem sich Kirchheim im Laufe des 20. Jahrhunderts vom bäuerlich geprägten Dorf zum städtischen Wohnvorort entwickelt hatte, was zu Konflikten mit einer zunehmenden Mechanisierung der Landwirtschaft führte. Errichtet wurden die Höfe durch die Badische Landsiedlung nach deren Konzept, dass Bauern näher an den von ihnen bewirtschafteten Flächen wohnen sollten.
Die offizielle Einweihung fand am 10. Juli 1955 statt, zunächst noch als Neubauernsiedlung Kirchheim. Seinen heutigen Namen erhielt er 1961, er bezieht sich sowohl auf die Region als auch auf Heidelberg als historisches Zentrum der Kurpfalz.

## Situation 2017
Im Jahre 2017 hatte der Kurpfalzhof 61 Bewohner. Seit der Gründung kam es zu einer zunehmenden Spezialisierung der Höfe, insbesondere auf den Anbau von Obst und Gemüse, eine bedeutende Rolle spielt im Frühjahr der Spargel. Lediglich einer der Bauern betrieb noch Viehzucht. Neben der Direktvermarktung auf den Höfen gab es noch ein Hotel garni sowie eine auf Holzofenbrot spezialisierte Bäckerei.

## Verkehr
Die Hauptzufahrt erfolgt von der unmittelbar südlich verlaufenden B 535 auf ihrem Weg von Heidelberg über Schwetzingen nach Mannheim-Rheinau. Vom nördlichen Ende führen asphaltierte Wege nach Plankstadt im Nordwesten und über den Hegenichhof nach Eppelheim im Norden.  Mit öffentlichen Verkehrsmitteln zu erreichen ist der Kurpfalzhof mit der vom Busverkehr Rhein-Neckar betriebenen Buslinie 717, die von Heidelberg über Oftersheim und Schwetzingen nach Speyer führt.